# Modern Combat
Modern Combat est une série de jeux vidéo de tir développés et publiés par Gameloft principalement pour Android et iOS. Tous les volets de la série ont une jouabilité similaire à celle des franchises Call of Duty et Battlefield et proposent de multiples missions dans des environnements variés avec différentes tâches à accomplir par les joueurs. Les principaux ennemis dans les jeux sont des terroristes, et souvent, le joueur est accompagné d'autres soldats qui combattent à ses côtés. Modern Combat: Sandstorm est le premier jeu de la série Modern Combat et a été suivi par Modern Combat 2: Black Pegasus en 2010, Modern Combat 3: Fallen Nation en 2011, Modern Combat 4: Zero Hour en 2012, Modern Combat 5: Blackout en 2014 et Modern Combat: Versus de 2017. 

## Jeux vidéo
| Année | Jeu                            | Plateforme(s)                                                              |
| ----- | ------------------------------ | -------------------------------------------------------------------------- |
| 2009  | Modern Combat: Sandstorm       | Android, iOS, webOS, Bada                                                  |
| 2010  | Modern Combat 2: Black Pegasus | Java ME, Android, iOS, Xperia Play, BlackBerry PlayBook                    |
| 2011  | Modern Combat: Domination      | PlayStation Network, macOS                                                 |
| 2011  | Modern Combat 3: Fallen Nation | Android, iOS, Bada 2.0, BlackBerry PlayBook                                |
| 2012  | Modern Combat 4: Zero Hour     | Java ME, Android, iOS, Windows Phone 8, Blackberry 10, BlackBerry PlayBook |
| 2014  | Modern Combat 5: Blackout      | Android, iOS, tvOS, Windows 8.1, Windows 10, Nintendo Switch               |
| 2017  | Modern Combat VS               | Android, iOS, Windows 8.1, Windows 10, Steam                               |

## Réception
Les 5 entrées principales de la série ont été accueillies par des critiques majoritairement positives, tandis que le jeu dérivé Modern Combat: Domination a reçu des critiques mitigées.
| Jeu                            | GameRankings | Metacritic |
| ------------------------------ | ------------ | ---------- |
| Modern Combat: Sandstorm       | 82,57 %      | NA         |
| Modern Combat 2: Black Pegasus | 84,29 %      | 90/100     |
| Modern Combat: Domination      | 73,00 %      | 67/100     |
| Modern Combat 3: Fallen Nation | 90,56 %      | 88/100     |
| Modern Combat 4: Zero Hour     | 85,00 %      | 82/100     |
| Modern Combat 5: Blackout      | 82,63 %      | 81/100     |